# Карпинето Романо
Карпинѐто Рома̀но (на италиански: Carpineto Romano) е малко градче и община в Централна Италия, провинция Рим, регион Лацио. Разположено е на 550 m надморска височина. Населението на общината е 4652 души (към 2010 г.).